# Geodia breviana
Geodia breviana är en svampdjursart som beskrevs av Lendenfeld 1910. Geodia breviana ingår i släktet Geodia och familjen Geodiidae. Inga underarter finns listade i Catalogue of Life.